# Полдневка (приток Якшанги)
Полдневка — река в России, протекает в Вохомском районе Костромской области. Устье реки находится в 12 км по правому берегу реки Якшанга. Длина реки составляет 11 км.
Исток реки находится в лесах в 9 км к северо-западу от посёлка Полдневица. Река течёт на север по ненаселённому лесному массиву. Крупнейший приток — Повечерка (левый).

## Данные водного реестра
По данным государственного водного реестра России относится к Верхневолжскому бассейновому округу, водохозяйственный участок реки — Ветлуга от истока до города Ветлуга, речной подбассейн реки — Волга от впадения Оки до Куйбышевского водохранилища (без бассейна Суры). Речной бассейн реки — (Верхняя) Волга до Куйбышевского водохранилища (без бассейна Оки).
По данным геоинформационной системы водохозяйственного районирования территории РФ, подготовленной Федеральным агентством водных ресурсов:
- Код водного объекта в государственном водном реестре — 08010400112110000041455
- Код по гидрологической изученности (ГИ) — 110004145
- Код бассейна — 08.01.04.001
- Номер тома по ГИ — 10
- Выпуск по ГИ — 0